# Peng Shige
Dans ce nom chinois, le nom de famille, Peng, précède le nom personnel.
Peng Shige (chinois simplifié : 彭实戈 ; chinois traditionnel : 彭實戈 ; pinyin : Péng Shígē, né en 1947) est un mathématicien chinois connu pour ses contributions en analyse stochastique et en mathématiques financières.

## Biographie
Peng Shige est né le 8 décembre 1947 à Binzhou, province du Shandong.
Il a étudié au département de physique de l'Université du Shandong de 1971 à 1974 et part travailler à l'Institut de Mathématiques de l'Université du Shandong en 1978. En 1983, il a la possibilité d'entrer à l'Université Paris-Dauphine, France, sous la supervision d' Alain Bensoussan, qui était un élève de Jacques-Louis Lions. Il a obtenu son doctorat de l'Université Paris Dauphine en 1985 (« Étude de perturbations singulières en contrôle optimal déterministe ») et de l'l'Université de Provence en 1986 (« Etude de perturbations et d´homogénéisations des systèmes stochastiques et des systèmes périodiques »). Puis il retourne en Chine et effectue des recherches postdoctorales à l'Université Fudan, avant de devenir professeur à l'Université du Shandong en 1990. En 1992, il obtient l'habilitation à diriger des recherches par l'Université de Provence. Il est promu professeur émérite du Ministère de l'Éducation de Chine, avec le programme de bourses d'études Cheung Kong, en 1999.

## Carrière universitaire
Le professeur Peng a généralisé le principe du maximum stochastique en contrôle optimal stochastique. Dans un article publié en 1990 avec Étienne Pardoux, Peng a fondé la théorie générale des équations différentielles stochastiques rétrogrades (backward stochastic differential equations, BSDEs), présentées par Jean-Michel Bismut en 1973. Il obtient bientôt des connexions de type Feynman-Kac de BSDEs et certains types d'équations aux dérivées partielles elliptiques et paraboliques, par exemple l'équation de Hamilton-Jacobi-Bellman (en), où les solutions de ces équations peuvent être interprétées dans le sens classique ou dans le sens de la viscosité. Comme cas particulier, la solution de l'équation de Black–Scholes peut être représentée comme la solution d'une simple BSDE linéaire, ce qui peut être considéré comme un point de départ des applications des BSDEs en mathématiques financières. Un type d'espérance non-linéaire (en), appelé la g-espérance, est également dérivée de la théorie des BSDEs. Les théories générales des espérances non-linéaires ont été développées plus tard. Celles-ci ont diverses applications dans la théorie de l'utilité en économie, et la théorie des mesures de risque (en) dynamiques.

## Prix et distinctions
Peng est élu académicien de l'Académie chinoise des sciences en 2005. En tant que conférencier invité, il a donné une conférence plénière intitulée Backward stochastic differential equations, nonlinear expectations and their applications au congrès international des mathématiciens à Hyderabad, en Inde, le 24 août 2010,,,.
Il a été nommé en tant que « Global Scholar » pour les années universitaires 2011-2012 par l'université de Princeton, hébergé par les départements de mathématiques, recherche opérationnelle et d'ingénierie financière, et le programme en mathématiques appliquées et calcul scientifique, en tant qu'il « est un chef de file mondial dans le domaine de la théorie des probabilités et des mathématiques financières »,.